# كايل نوكس
كايل نوكس (بالإنجليزية: Kyle Knox)‏ هو لاعب كرة قدم أمريكية ولاعب كرة القدم الكندية أمريكي، ولد في 10 مارس 1989 في لوس أنجلوس في الولايات المتحدة.

## وصلات خارجية
- كايل نوكس على موقع مرجع كرة القدم المحترفة.كوم (الإنجليزية)